# Route nationale 80
La route nationale 80 (RN 80 o N 80) è una strada nazionale francese che parte da Montchanin e termina a Chalon-sur-Saône.

## Percorso
Prima del 1972, aveva inizio a Châtillon-sur-Seine dalla N71 e si dirigeva a sud-ovest, incrociando la N5 a Montbard e servendo poi Semur-en-Auxois e Saulieu. Continuava verso sud fino ad Autun: questo lungo tratto venne declassato a D980.
Riprendeva la N78 (oggi come D680) fino alla località Les Renaudiots, quindi fino al 2005 proseguiva verso sud-est e giungeva a Montcenis. Da qui alla fine fu declassata nel 1972 a D980: attraversava Blanzy e lambiva Montceau-les-Mines, infine dopo diversi chilometri arrivava a Cluny per poi seguire la Grosne e terminare all’innesto sulla N79.
Dopo il 1972 da Montcenis portava a Montchanin evitando il centro di Le Creusot: questa sezione fu declassata nel 2005 a D680, ma da Montchanin esiste ancora oggi e fa parte della strada europea E607. Passa per Saint-Désert e a sud di Chalon, attraversa la Saona e si conclude all’incrocio con la N73.